# 캐딜락 CTS-V

2009 CTS-V

캐딜락 CTS-V(Cadillac CTS-V)는 캐딜락이 2004년에 선보인 고성능 후륜구동 중형/준대형차이다. 캐딜락의 고성능 모델에는 V 뱃지가 붙는데 CTS-V는 CTS의 성능을 개선한 고성능 모델로, 콜벳과 캐딜락의 콜라보레이션으로 만든 모델이다. 1세대부터 콜벳의 엔진을 장착하여 나오며, 2세대부터 슈퍼차저 엔진으로 교체했다.
캐딜락이 첫 번째로 선보인 고성능 모델로써 뉴욕 모터쇼에서 첫 선을 보였다. 캐딜락의 퍼포먼스 디비전에서 생산한 이 모델은 기존 CTS의 디자인에 스테인리스강 소재의 메쉬 타입 라디에이터 그릴, 프론트 스커트와 대형 에어 덕트로 공격적인 분위기를 낸다.
'V'의 의미는 캐딜락의 고성능 라인업을 뜻하는 중의적인 의미를 가지는데, 아래처럼 다양한 방식으로 해석되고 있다.

1. V8 엔진에서 따온 V

2. 캐딜락 V시리즈와 엔진과 차대 등을 많은 부분 공유하는 쉐보레의 고성능 차량인 콜벳(미국에서는 Vette이라는 애칭으로 불리기도 함)의 Vette에서 따온 V

3. 캐딜락에서 전통적으로 사용하던 엠블럼에 포함되어 있던 V 형상을 따온 것

4. Velocity(극한의 속도)

5. Victory(승리)

6. Vanquishment(정복)

한 GM 본사 관계자에게 V라는 알파벳이 가지는 의미를 문의했을 때 그 뜻하는 바를 'Voracious'라고 답변을 내어 놓았던 적이 있었는데(관련링크 - http://www.motorweek.org/reviews/road_tests/2004_cadillac_cts-v_program_2324), 이 'voracious'의 의미는 고성능과 완벽함, 첨단기술을 열렬히 탐한다는 의미일 것으로 생각되며, 공식적으로 확정된 의미가 없기 때문에 여전히 많은 캐딜락 매니아들에게 V는 Machine with V8 engine, 4-Door Vette, Extreme Velocity, Victory, Vanquishment, Heritage of Glorious V-shaped emblem of Cadillac, Voracious 등의 다양한 중의적 의미를 가지는 캐딜락의 고성능 라인업을 뜻하는 부호로 이해되고 있다.

## 1세대 (2004-2007)

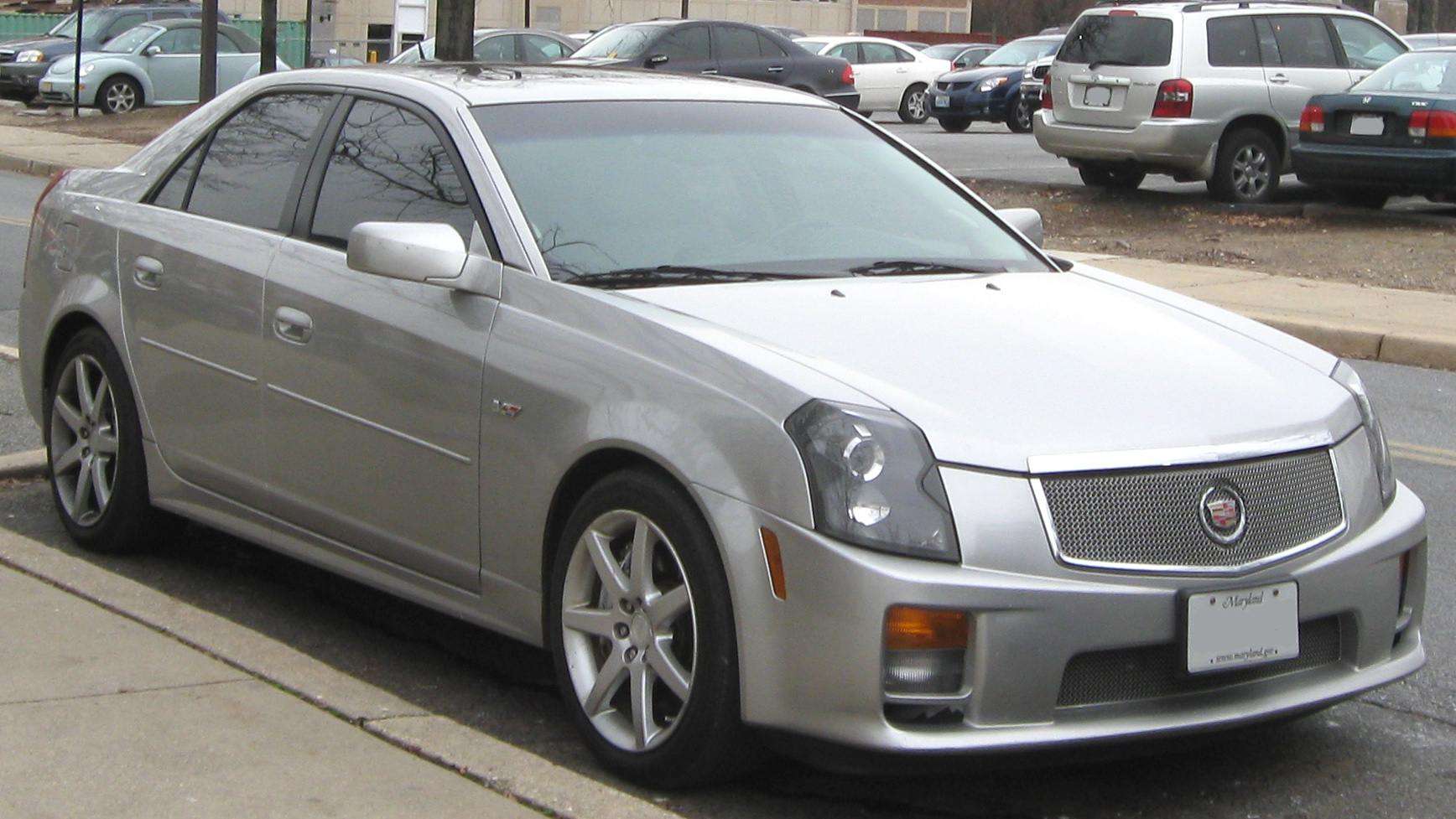
1세대 CTS-V

### 섀시
1세대 CTS-V는 기본모델인 1세대 CTS와 같은 후륜구동 플랫폼인 GM의 시그마 플랫폼을 사용했다.
V8 엔진의 적용으로 기본 V6 CTS와는 구별되는 엔진 크레이들 및 더 큰 안티 롤바와 서스펜션이 적용되었고 서스펜션에 함께 사용되는 스프링의 강도 또한 상당히 강화된 부품으로 사용되었다.
2006~2007년에 업데이트가 이루어지며 더 강한 후륜차동장치(디퍼런셜)와 하프샤프트 디자인이 적용되었으며 기본형 모델과의 차이점은 메쉬형 그릴 적용, 트랙 주행에 특화된 서스펜션과 18×8.5 인치 휠과 P245/45R18 Z급 Goodyear Eagle F1 슈퍼카 런 플랫 타이어가 장착되었으며, 브레이크는 전륜에 355mm, 후륜에 365mm 크기의 로터와 함께 앞뒤 모두 브렘보제 4피스톤 캘리퍼가 적용되었다.
2006년식부터는 GM 뱃지가 추가로 장착되었으며, 더 고성능 주행을 원하는 고객들에게는 고성능 서스펜션 패키지(FG2)가 선택사항으로 제공되었다.

### 엔진
쉐보레 콜벳의 C5 Z06로부터 가져온 6단 트레멕 수동변속기와 LS V8엔진이 적용되었다. 이 LS V8엔진은 1950년대 초에 디자인된 구형 "스몰블럭" V8과는 기본적인 구조나 엔진 보어(bore)크기를 제외하고는 완벽히 새로운 디자인의 엔진인데, 2004~2005년식에 적용된 5.7L 푸시로드 OHV LS6 엔진은 6,000 rpm에서 400마력의 최대출력과 4,800 rpm에서 54.51 kg·m의 최대토크를 내는 엔진이었다. 같은 엔진을 사용하는 쉐보레 콜벳 C5 Z06 보다 토크에서 0.7 kg·m 부족한 수치였는데, 이는 배기매니폴드 형상의 차이로 인한 것이었다고 알려져 있다. 또한 역대 CTS-V 중에서는 유일한 자연흡기 모델이다.
2006~2007년식에는 2005년식 쉐보레 콜벳 기본모델에서도 사용되었던, 배기량이 다소 늘어난 6.0L OHV LS2엔진이 적용되었으며 최대출력과 최대토크는 동일한 제원을 가지고 있었지만 LS2 엔진에서의 배기량 증가로 좀 더 넓은 토크 밴드를 가질 수 있게 되었다.
당초에는 V8 노스스타 엔진을 장착하려 했으나, 노스스타가 CTS의 엔진룸 사이즈와 맞지 않아서 밥 루츠의 제안으로 LS 계열을 장착했다.

### 변속기
유일하게 트레멕(Tremec) T56 6단 수동변속기만 제공되었다. 변속기에는 큰 부하가 걸리지 않는 상황에서는 2단과 3단 기어를 사용하지 않아 연비를 항상시킬 수 있는 스킵-쉬프트(skip-shift)라는 기능이 있었으며 듀얼 매스 플라이 휠을 사용하여 부하가 없는 상태에서의 엔진 진동을 감소시켰다. 뒤 차축은 3.73:1의 기어비를 가진 게트락(Getrag) 차동제한장치가 적용되었다.

### 성능
제너럴 모터스 측에서는 0-100km/h를 4.6초에 주파한다고 발표하였으며 0-400m를 175km/h로 13.1초만에 주파할 수 있다고 하였다. 최고속도는 262 km/h, 100-0km/h 제동거리는 33.5m였으며 독일의 뉘르부르크링 노르트슐라이페에서 당시 경쟁상대인 메르세데스-벤츠 C55 AMG, BMW M5, 렉서스 IS-F에 필적하는 8분 19초의 기록을 세우기도 하였다.

## 2세대 (2009-2015)
CTS-V 세단

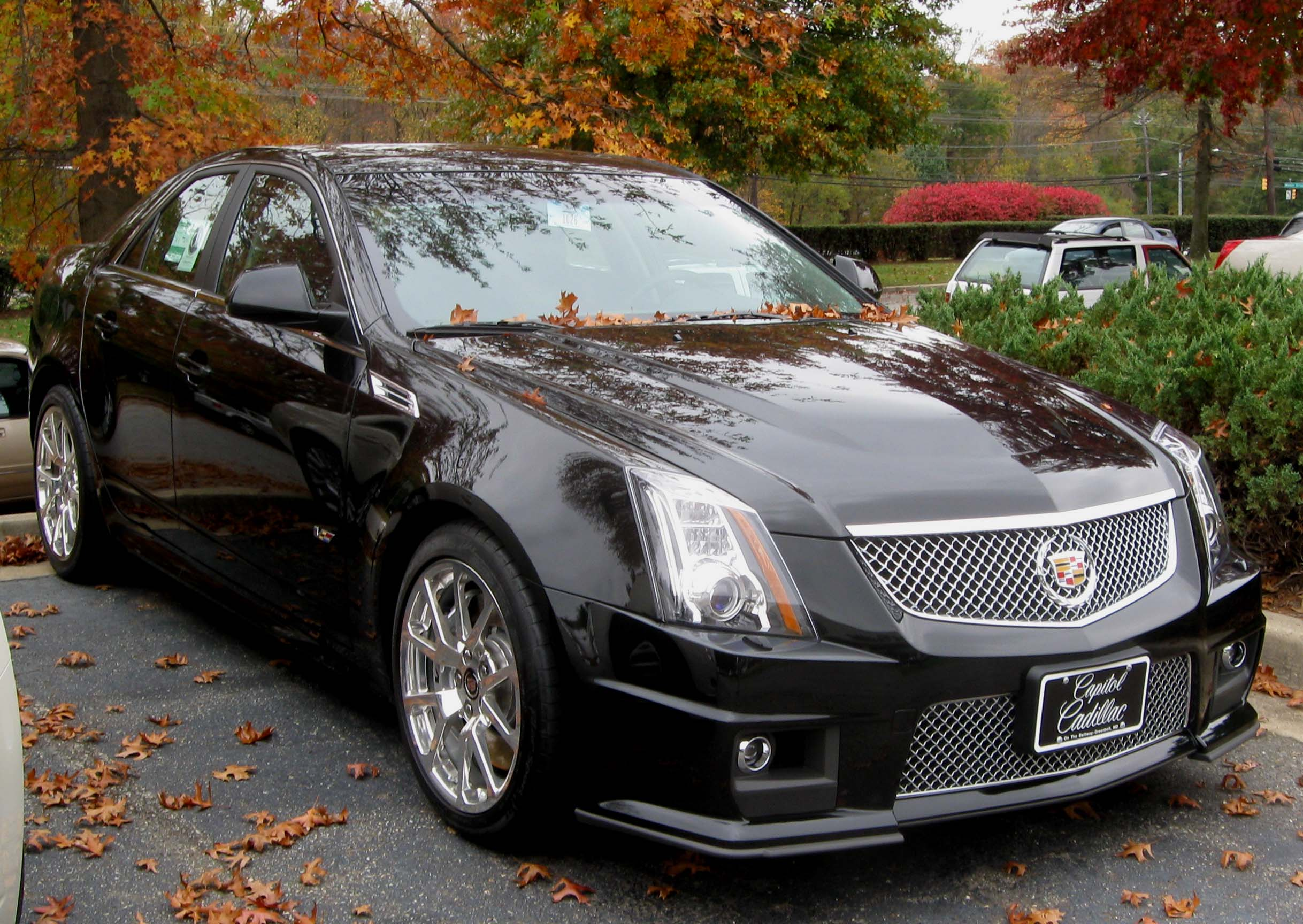
2세대 CTS-V

CTS-V세단의 생산은 2008년 여름 GM의 미시건 랜싱 공장에서 시작되었다. 2009년식의 CTS-V의 총 생산량은 59,716대의 CTS 생산물량 중 대략 3,500대 정도였다. 2009년식 CTS-V의 미국 현지 기본가는 $59,995였으며 2008년 11월 1일까지 구매가능했다. 대한민국에는 2세대부터 정식 출시했다.
기본 사양에는 가죽시트, 횡가속도 게이지, 19인치 알루미늄 알로이 휠, 미쉐린 파일럿 스포트 PS2 타이어, 음악 파일을 저장할 수 있는 내장 40기가 하드드라이브와 변속 시점을 알려주는 LED 플래시 트레이서가 포함되어 있었다.
선택 사양으로는 폴리쉬드 휠, 선루프, 네비게이션 시스템과 캐딜락 최초로 적용된 14방향 퍼포먼스 레카로 시트가 있었다.
2세대 CTS-V의 공식적인 0-100 km/h는 3.9초, 0-400m는 190km/h의 속도로 12초만에 주파한다고 발표되었다. (Road and Track Magazine이라는 잡지에서 측정하여 발표한 결과로는 자동변속기 모델의 경우 0-100 km/h는 공식 발표와 똑같은 3.9초, 수동변속기 모델의 경우에는 4.1초가 측정되었다고 발표하고 있다.)
2세대 CTS-V가 출시되었을 당시는 제너럴모터스(GM)의 파산에 이은 회생 계획의 진행과 맞물려, GM산하 브랜드의 고성능 차량들 - 캐딜락의 V시리즈, 쉐보레 코발트 SS, HHR SS, 콜로라도 V8 등 - 을 책임지고 있던 고성능 차량 사업팀(High Performance Vehicle Operations Team)이 해체를 겪게 되었고, 모든 고성능 차량의 프로젝트가 무기한 연기되며 재정 정상화까지 후속 모델을 볼 수 없게 될지도 모른다는 위기에 처하기도 했었다.
2009년식과는 달리 2010년식에서는 차량 앞쪽 문 근처에 부착되어있던 GM 뱃지가 없어지게 되었다. 당시 GM의 파산에 따른 브랜드 이미지 하락과 연관된 조치일 것이라 추측하게 된다.

CTS-V 쿠페

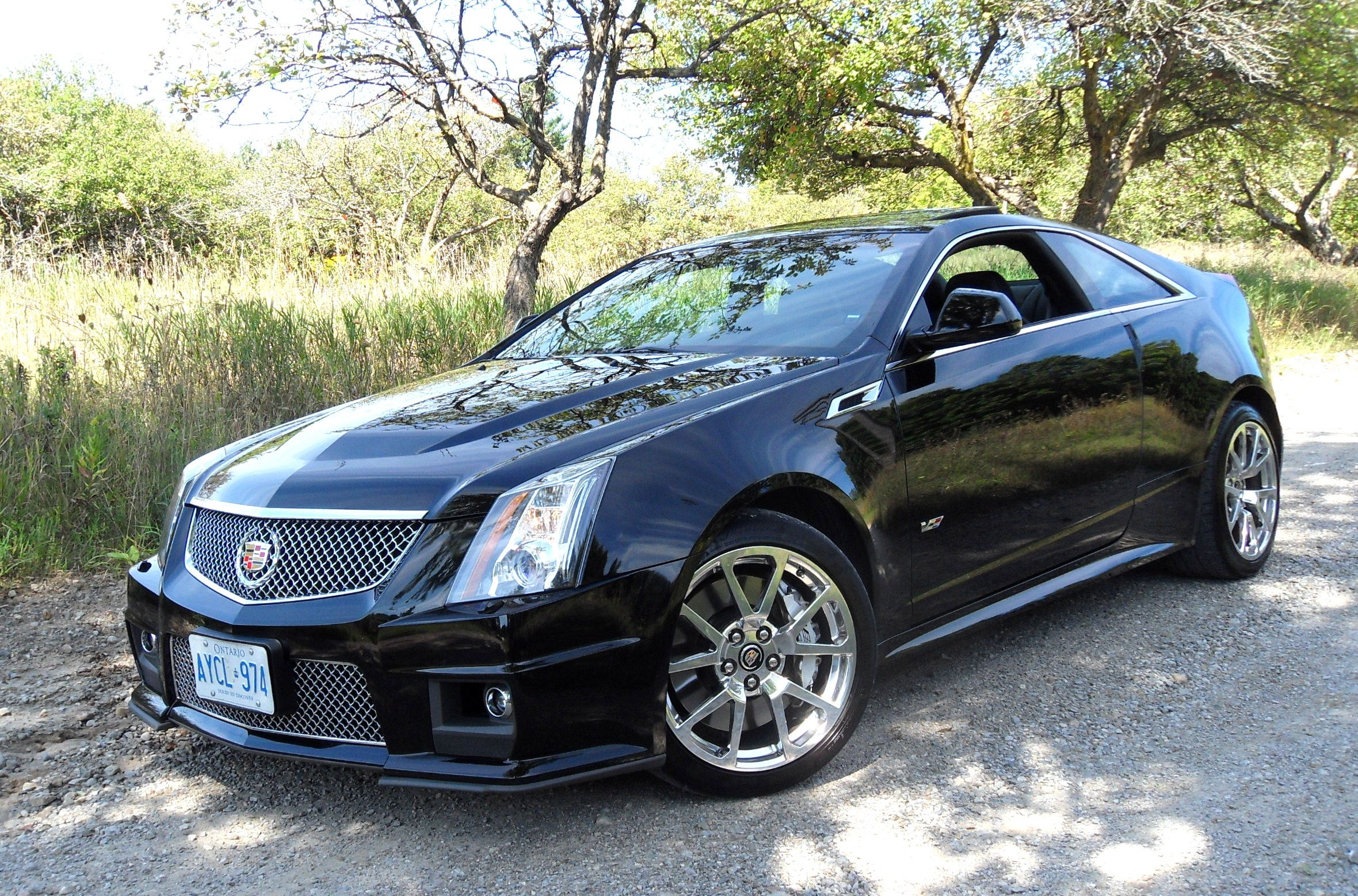
2세대 CTS-V 쿠페

2세대 CTS-V의 쿠페형 모델은 2011년식 모델로 처음 출시가 되었으며 2010년 디트로이트에서 개최된 북미국제오토쇼에서 첫 선을 보이게 된다. 세단형과 똑같은 556마력 엔진과 변속기가 제공되었다. 쿠페에서는 세단형 모델과는 달리 중앙쪽으로 위치한 독특한 트윈 배기팁의 형태를 선보이게 되며 선택사양으로 "saffron"인테리어 트림 색상을 선택할 수 있었다. 세단형과 마찬가지로 19인치 알루미늄 휠과 브렘보 브레이크 시스템, 마그네틱 라이드 콘트롤은 기본 사양으로 제공되었다.

CTS-V 스포트 웨건

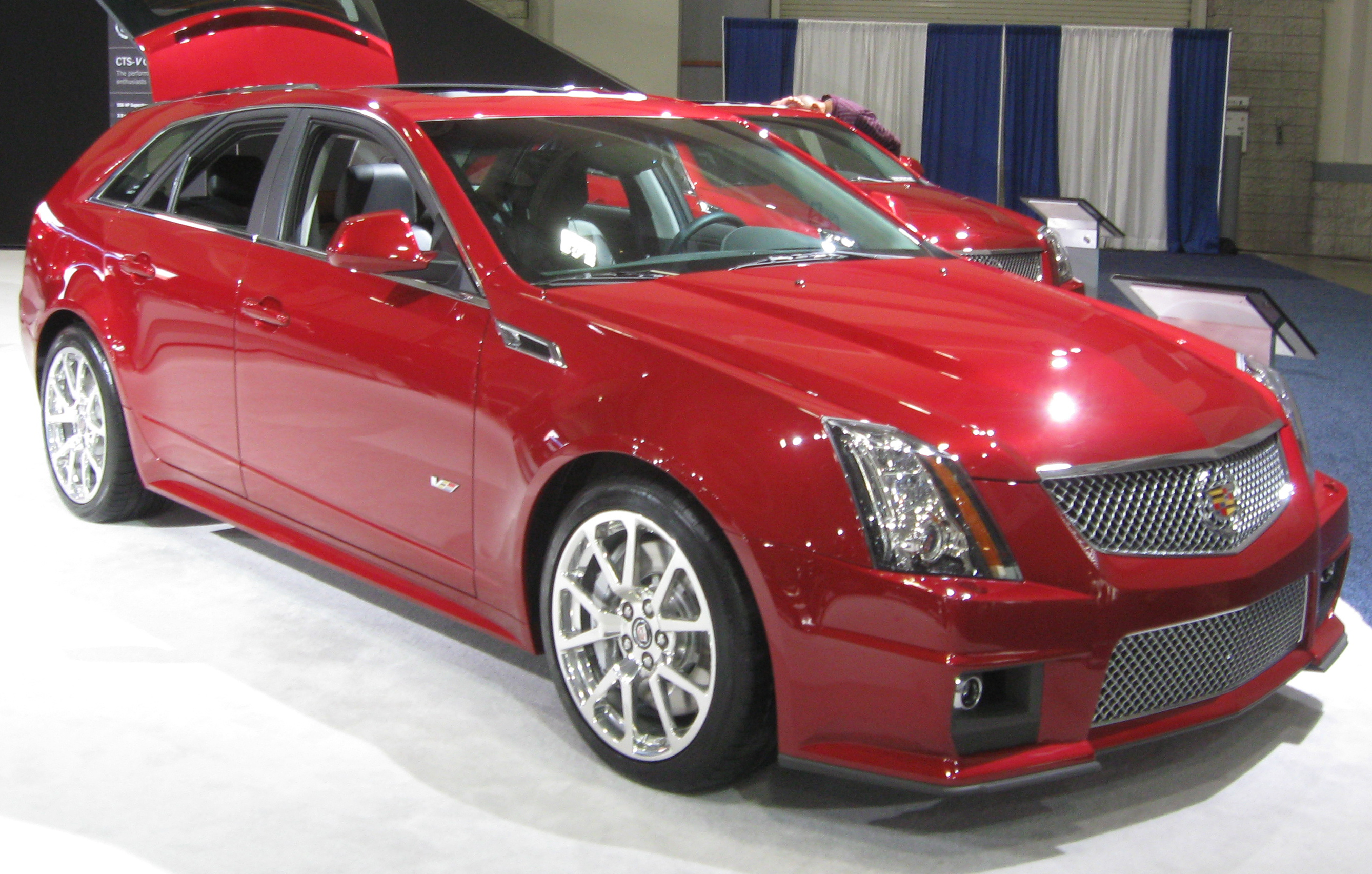
2세대 CTS-V 스포트 웨건

5도어 왜건 형태의 CTS-V인 CTS-V 스포트 왜건은 2010년 3월 29일 뉴욕오토쇼에서 처음 소개되었으며 556마력의 엔진과 6단 수동 및 자동 변속기, 마그네틱 라이드 콘트롤, 브렘보 브레이크 시스템, 19인치 알루미늄 휠과 퍼포먼스 타이어등 세단 및 쿠페와 같은 기본사양을 제공하였다. 미국 환경보호국은 가장 연비가 나쁜(5.88 km/L) 스테이션 웨건으로 2014 CTS-V 스포트 왜건을 선정하기도 했다.

### 섀시
2세대 CTS-V는 새로운 GM 시그마 II 플랫폼을 채용하였다. 이 후륜구동 플랫폼은 2008년부터 2014년식 CTS에 적용되어 상당 부분을 공유한다. 서스펜션은 앞쪽과 뒤쪽 모두 코일스프링이 적용된 서스펜션으로 앞쪽은 더블 위시본 뒤쪽은 독립형 멀티링크 서스펜션의 구조로 되어있는데, 조향성과 승차감을 향상시키기 위하여 2009 CTS-V부터 BWI 그룹의 마그네라이드 기술(MagneRide Technology)을 사용하였다.
이 기술이 적용된 댐퍼는 자기유변유체(magnetorheological fluid)가 채워져 있어 1 밀리초 간격으로 측정되는 센서값에 따라 댐퍼내부의 압력이 조정된다.세단은 1세대와 마찬가지로 앞 뒤 모두 디스크 브레이크가 채용되었으며 앞쪽은 380mm로 더 커진 벤틸레이티드 디스크 로터에 6피스톤 브렘보 캘리퍼가 함께 적용되며 뒤쪽은 365mm의 벤틸레이티드 디스크 로터에 4피스톤 캘리퍼가 적용되었다.
스티어링은 속도 감응식 유압식 랙 엔드 피니언이 사용되었으며, 조향비는 16.1:1이다.
휠과 타이어 사이즈는 전륜 19×9.0인치의 휠에 255/40ZR19 타이어가, 후륜 19×9.5인치의 휠에 285/35ZR19의 타이어가 적용되었다.

### 엔진
2009 CTS-V에 사용된 엔진은 OHV 6.2L LSA V8 슈퍼차져 엔진이다. 쉐보레 콜벳 C6 ZR1에서 사용된 LS9 V8엔진을 그 기본으로 하고 있으며 556마력의 최고출력과 76.0 kg·m의 토크를 발생시킨다. 타 경쟁사들에서 전형적으로 럭셔리 퍼포먼스 세단에 DOHC(Dual overhead camshaft)엔진을 적용하는 것과 달리 독특하게 푸쉬로드 엔진이라고도 알려져 있는 오버헤드밸브(OHV : Overhead valve) 디자인을 가진 엔진을 선택했다.엔진은 GM의 멕시코 실라오 엔진 조립공장에서 생산되었다.
LSA엔진은 보어와 스트로크가 103.25×92.0 mm (4.06×3.62인치)의 용적을 가지며 엔진블록은 주조 알루미늄 319-T5 알로이와 주철 실린더 라이너의 조합으로 구성되어 있다. 크랭크사프트는 분말급속으로 만들어진 커넥팅 로드를 사용한 단조 철강으로 되어있으며, 피스톤은 기존 LS9에서 사용된 단조 알루미
늄을 대체하는 고농도 실리콘 과공정 알루미늄 알로이가 적용되었고 압축비는 9.1:1이다.
실린더 헤드는 콜벳의 LS3의 것을 기본으로 하여 356-T6 알루미늄 알로이를 이용한 주조로 제작되었다. 배기 매니폴더는 주철이며 슈퍼차져는 1.9L의 용량을 가진 4엽식 루트 타입인 이튼사의 TVS(Twin Vortices Series)를 사용하여 최대 부스트 9.0 psi (62.1 kPa)를 발생시킨다. 흡입된 공기는 슈퍼차져
장치 내부에 장착되어있는 공냉/수냉식 인터쿨러를 통해 냉각이 이루어진다.

### 변속기
수동 변속기와 자동 변속기가 모두 제공되었다. 수동변속기는 트레멕(Tremec) TR-6060 6단 번속기가 채용되었으며 트윈 디스크 클러치와 듀얼 매스 플라이휠이 함께 적용되었다. 자동 변속기는 GM에서 제조한 유압식 토크 컨버터 타입의 하이드라매틱 6L90 6단 자동변속기가 패들 시프트와 함께 적용되었다.

### 성능
제너럴 모터스는 공식적으로 CTS-V 세단의 0-100km/h는 3.9초, 쿠페와 스포트 웨건은 4.0초라고 발표하고 있으며, 0-400m는 188.1km/h로 11.97초만에 주파한다고 알려져 있다. 신형 2016년형 CTS-V는 8단 자동변속기가 채용되었으며 일반 도로에서 측정한 결과 0-100km/h는 3.6초에 달한다고 알려져 있다. 또한 양산형 세단으로는 세계 최초로 독일 뉘르부르크링 노르드슐라이페 서킷을 8분 이내로 주파한 역사적인 기록을 보유하고 있다.

## 3세대 (2016-2020)

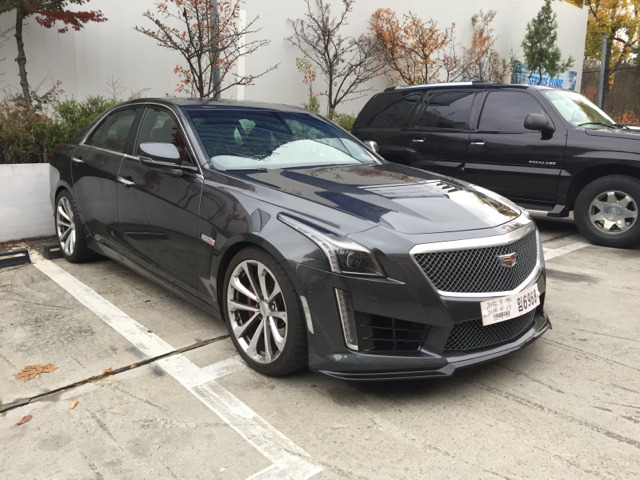
3세대 CTS-V

3세대 CTS-V는 2015년 디트로이트에서 개최된 북미오토쇼에서 데뷔했다.
2세대 CTS-V에서는 존재했던 쿠페 및 스포트웨건 형태는 출시되지 않는다. 대신 쿠페형 V시리즈로는 아랫급 모델인 ATS-V 쿠페가 존재한다.
CTS의 후속인 캐딜락 CT5에서도 고성능 V 모델을 존치하기로 했다.

### 섀시
3세대 CTS-V는 ATS 및 3세대 CTS에 적용된 플랫폼인 알파 플랫폼을 사용한다. 알파플랫폼이 적용된 3세대 CTS가 출시되면서 시그마 II 플랫폼이 적용된 기존의 2세대 모델보다 경량화를 하면서도 강성을 유지하거나 향상시키기 위하여 가벼운 알루미늄과 마그네슘등의 사용비율을 늘리고 구조용 접착제 사용을 늘렸는데, CTS-V는 여기에 기본형 모델보다 트랙주행시 코너링에서 차체가 받는 스트레스를 이겨내고 충분한 성능을 발휘할 수 있도록 스트럿타워와 엔진 크레이들, 앞쪽 섀시등에 여러개의 브레이스를 추가하고 방화벽을 강화하여 구조적인 강도를 거의 20%정도 향상시켰다.

경량화를 위해 엔진후드는 카본파이버로 제작되었으며 기본사양으로 적용된다.

2세대 CTS-V에서보다 더욱 진보되어 기존보다 반응성이 40% 향상된 3세대 마그네틱 라이드 콘트롤(Magnetic Ride Control) 서스펜션이 적용되었으며 앞쪽은 맥퍼슨 스트러트 방식 뒤쪽은 독립식 멀티링크 방식이 적용되었다.

스티어링은 ZF사의 서보트로닉 II 가변비 전자식 파워 스티어링 기어를 사용하고 있으며 파워 어시스트 기능을 가지고 있는데 일반 CTS보다 14% 정도 더 민첩하고 우수한 피드백을 할 수 있도록 기능이 조정되었다고 한다. 섀시 콘트롤을 위해 브레이크 어시스트와 트랙션 콘트롤 기능과 함께 4채널 스태빌리트랙 기능이 포함된 퍼포먼스 트랙션 매니지먼트(Performance Traction Management)가 적용되어 있다.

이전 세대들과 마찬가지로 4륜 모두 디스크 브레이크에 브렘보제 시스템을 사용하고 있는데, 앞쪽은 390mm 2피스 벤틸레이티드 디스크 로터에 6피스톤 캘리퍼가 뒤쪽은 365mm 벤틸레이티드 디스크 로터에 4피스톤 캘리퍼가 적용되어있으며 로터에는 부식방지 처리가 되어있다.

휠은 전륜 19x9.5인치 후륜 19x10인치의 알루미늄 단조 휠에 전륜 및 후륜 각각 265/35ZR19, 295/30ZR19 미쉐린 파일럿 슈퍼 스포트 타이어가 조합된다.

### 엔진
쉐보레 콜벳의 C7 Z06로부터 가져온 6.2L LT4 V8 직분사 슈퍼차져 엔진이 적용되었다. 엔진의 최대출력은 6400 rpm에서 640마력을 내며 최대토크는 3600 rpm에서 86.9 kg·m의 토크를 발생시키는데 같은 엔진을 사용하는 쉐보레 콜벳 C7 Z06보다 각각 10마력과 0.8 kg·m 부족한 수치이다.
연비향상을 위해 능동형 연료관리 기능(Active Fuel Management)인 실린더 비활성화 (cylinder deactivation) 기능이 적용되어있다.

슈퍼차져는 작지만 효율적인 이튼 사의 1.7L 용량의 R1740 TVS 슈퍼차져를 사용하였다. 이 슈퍼차져는 이전 세대의 그것보다 로터의 크기가 더 작아진 덕분에 기존의 최고 rpm 보다 5000rpm이나 더 높은, 20,000rpm까지 사용할 수 있을 뿐 아니라 더 낮은 rpm 영역에서도 더 빨리 부스트가 뜰 수 있게 되었다.

엔진은 기본적으로 알루미늄 재질로 이루어져 있고 고출력과 과급기에 의해 발생하는 높은 실린더 내부압력을 견딜 수 있는 독특한 디자인이 적용되었으며 특히, 적용되어 있는 Rotocast A356T6 알루미늄 실린더 헤드는 통상의 알루미늄 헤드보다 더 고강도인데다가 열에 대한 내구성도 우수하다. 인테이크 밸브에는 경량의 티타늄 재질이 적용되었다.

### 변속기
런치콘트롤 기능과 퍼포먼스 변속 알고리즘이 포함된 8L90 하이드라매틱 8단 자동변속기만 적용되며 수동 변속기는 제공하지 않는다. 대신 수동변속을 위한 패들시프트가 적용된다. 각 단의 기어비는 1단 : 4.56, 2단 : 2.97, 3단 : 2.08, 4단 : 1.69, 5단 : 1.27, 6단 : 1.00, 7단 : 0.85, 8단 : 0.65, 후진 : 3.82, 종감속 : 2.85이다. 이 자동변속기는 전자조절식 LSD와 함께 쉐보레 콜벳 C7 Z06에 먼저 적용되었다.

### 성능
제너럴모터스 측에서는 0-100km/h를 3.7초에 주파하며 최고속도는 321 km/h라고 발표하였다.
카본제의 프론트 스플리터와 리어스포일러 및 디퓨저, 카본 엔진후드 벤트를 적용할 수 있는 카본 파이버 패키지와 보다 더 적극적인 트랙주행을 위한 레카로 퍼포먼스 시트, 트랙주행을 고화질의 영상으로 녹화하고 저장하여 리뷰하거나 소셜미디어 등으로 공유할 수 있는 퍼포먼스 데이터 리코더를 선택사양으로 적용할 수 있다. 블루투스 기능이 포함된 개선된 인포테인먼트 시스템 CUE(Cadillac User Experience)를 통해 다양한 확장성을 가질 수 있다.